# Feldbahn von Clairvaux
| Corpet-Louvet-Lokomotive Nr. 539 von 1891 am Hotel Saint Bernard O&K-Lokomotive Nr. 2849 von 1911 bei den Usines du Pont Rouge |                     |                                                   |                                                   |
| Ehemaliger Streckenverlauf auf einer Karte von 2021 |                     |                                                   |                                                   |
| Streckenlänge: | Mehr als 5,8 km     |                                                   |                                                   |
| Spurweite: | 600 mm (Schmalspur) |                                                   |                                                   |
| |                     |                                                   |                                                   |
| \| \| \| Clairvaux Bahnstrecke Paris–Mulhouse \| \| \| \| 0,0 \| Clairvaux Les Forges Saint Bernard \| Clairvaux Les Forges Saint Bernard \| \| \| 1,1 \| Le Four à Chaux \| Le Four à Chaux \| \| \| 1,6 \| Usines du Pont Rouge \| Usines du Pont Rouge \| \| \| 2,1 \| Hotel Saint Bernard Clairvaux \| Hotel Saint Bernard Clairvaux \| \| \| 5,8 \| Chaux Hydrauliques et Ciments Ville-sous-la-Ferté[1] \| Chaux Hydrauliques et Ciments Ville-sous-la-Ferté[1] \| |                     |                                                   |                                                   |
| Bahnhof quer |                     | Clairvaux Bahnstrecke Paris–Mulhouse              | Clairvaux Bahnstrecke Paris–Mulhouse              |
| Kopfbahnhof Streckenanfang (Strecke außer Betrieb) | 0,0                 | Clairvaux Les Forges Saint Bernard                | Clairvaux Les Forges Saint Bernard                |
| Haltepunkt / Haltestelle (Strecke außer Betrieb) | 1,1                 | Le Four à Chaux                                   | Le Four à Chaux                                   |
| Haltepunkt / Haltestelle (Strecke außer Betrieb) | 1,6                 | Usines du Pont Rouge                              | Usines du Pont Rouge                              |
| Haltepunkt / Haltestelle (Strecke außer Betrieb) | 2,1                 | Hotel Saint Bernard Clairvaux                     | Hotel Saint Bernard Clairvaux                     |
| Kopfbahnhof Streckenende (Strecke außer Betrieb) | 5,8                 | Chaux Hydrauliques et Ciments Ville-sous-la-Ferté | Chaux Hydrauliques et Ciments Ville-sous-la-Ferté |

Die Feldbahn von Clairvaux (französisch auch Tramway des Fours à Chaux, d. h. Feldbahn der Kalköfen) war eine am Ende des 19. und Anfang des 20. Jahrhunderts betriebene, mehr als 5,8 km lange Schmalspurbahn mit einer Spurweite von 600 mm in Ville-sous-la-Ferté beim Kloster Clairvaux.

## Streckenverlauf
Die Hauptstrecke verlief entlang der Départementsstraße D 396 im Tal der Aube und verband die Weiler Les Forges Saint Bernard, Le Four à Chaux und Clairvaux der Gemeinde Ville-sous-la-Ferté. Sie begann am Bahnhof Clairvaux der Bahnstrecke Paris–Mulhouse zwischen Troyes und Culmont-Chalindrey. Sie führte an den Usines du Pont Rouge vorbei, einer Tochterfirma des luxemburgischen Metallbettenherstellers Etablissements Berl, dessen Fabrik inzwischen der Regnier Aktiengesellschaft, einem Hersteller von hölzernen Sitzpaneelen, gehört.
 Sie führte auch am Hotel Saint Bernard vorbei, direkt gegenüber vom Kloster Clairvaux, dessen Gebäude heute als Hochsicherheitsgefängnis genutzt werden. Dort hielten die Züge regelmäßig für Erfrischungsgetränke und Fotografien. Vermutlich gab es Zweigstrecken zu anderen Steinbrüchen und Kalkbrennereien.

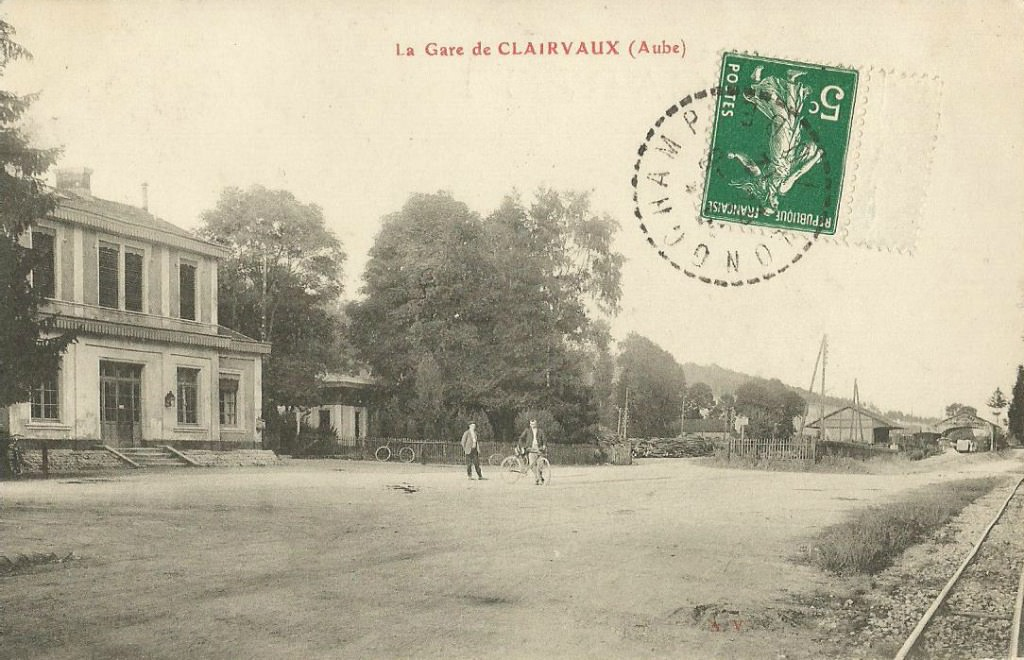
Feldbahngleis am Bahnhof Clairvaux
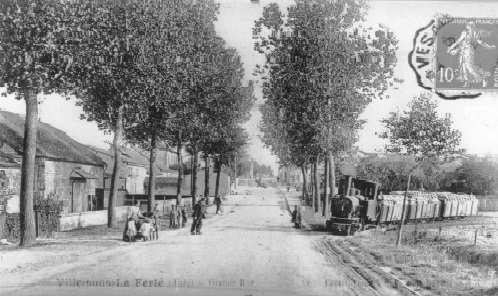
Départementsstraße von Bar-sur-Aube nach Dijon

Die Feldbahn wurde vor allem für den Gütertransport, insbesondere von gebranntem Kalk, Zement und Kohle verwendet und hatte unter anderem Gleisanschlüsse für folgende Fabriken:
- Société des Chaux Hydrauliques et Ciments de l'Aube

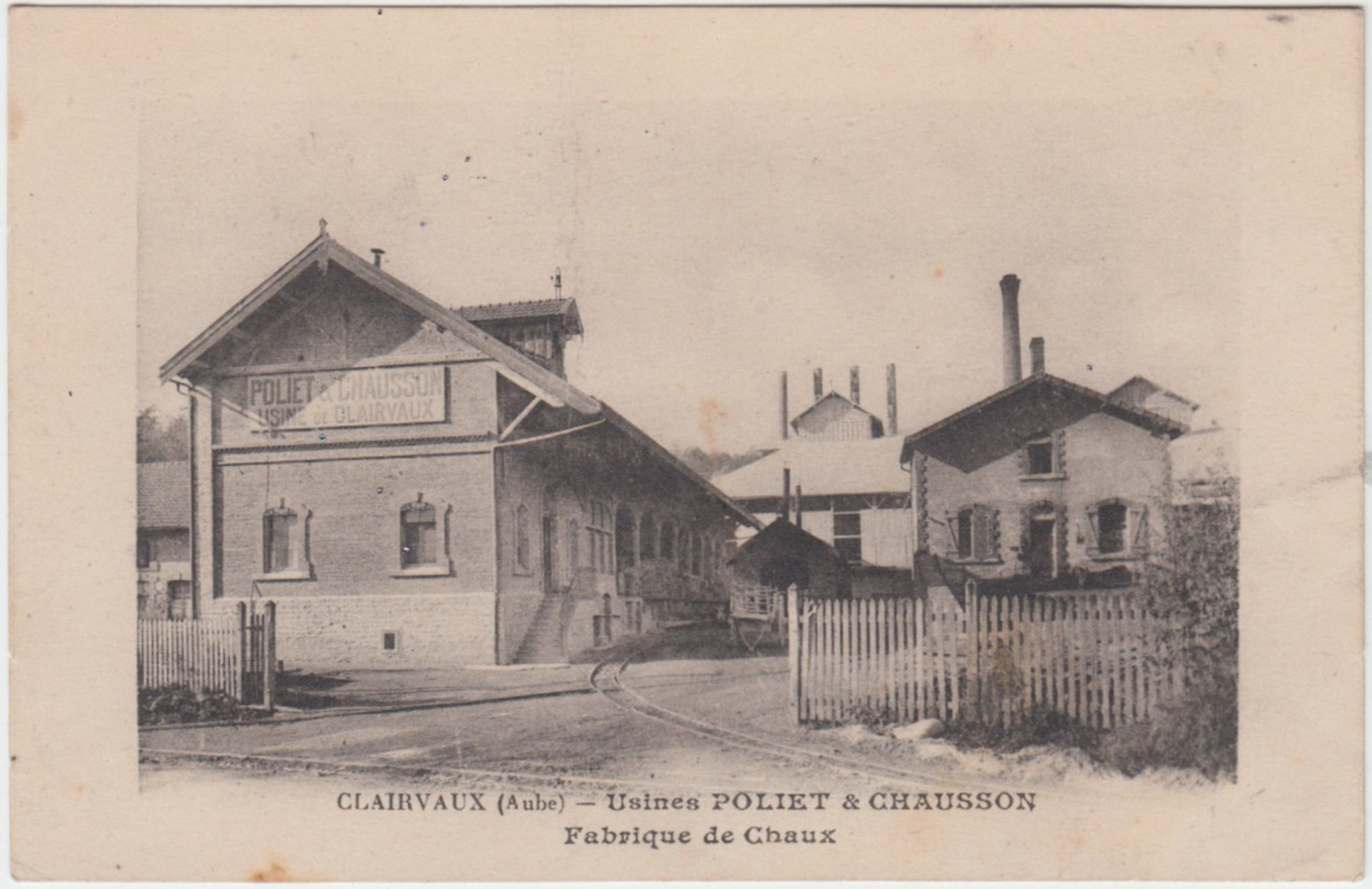
Usines Poliet & Chausson, ein Kalkhersteller
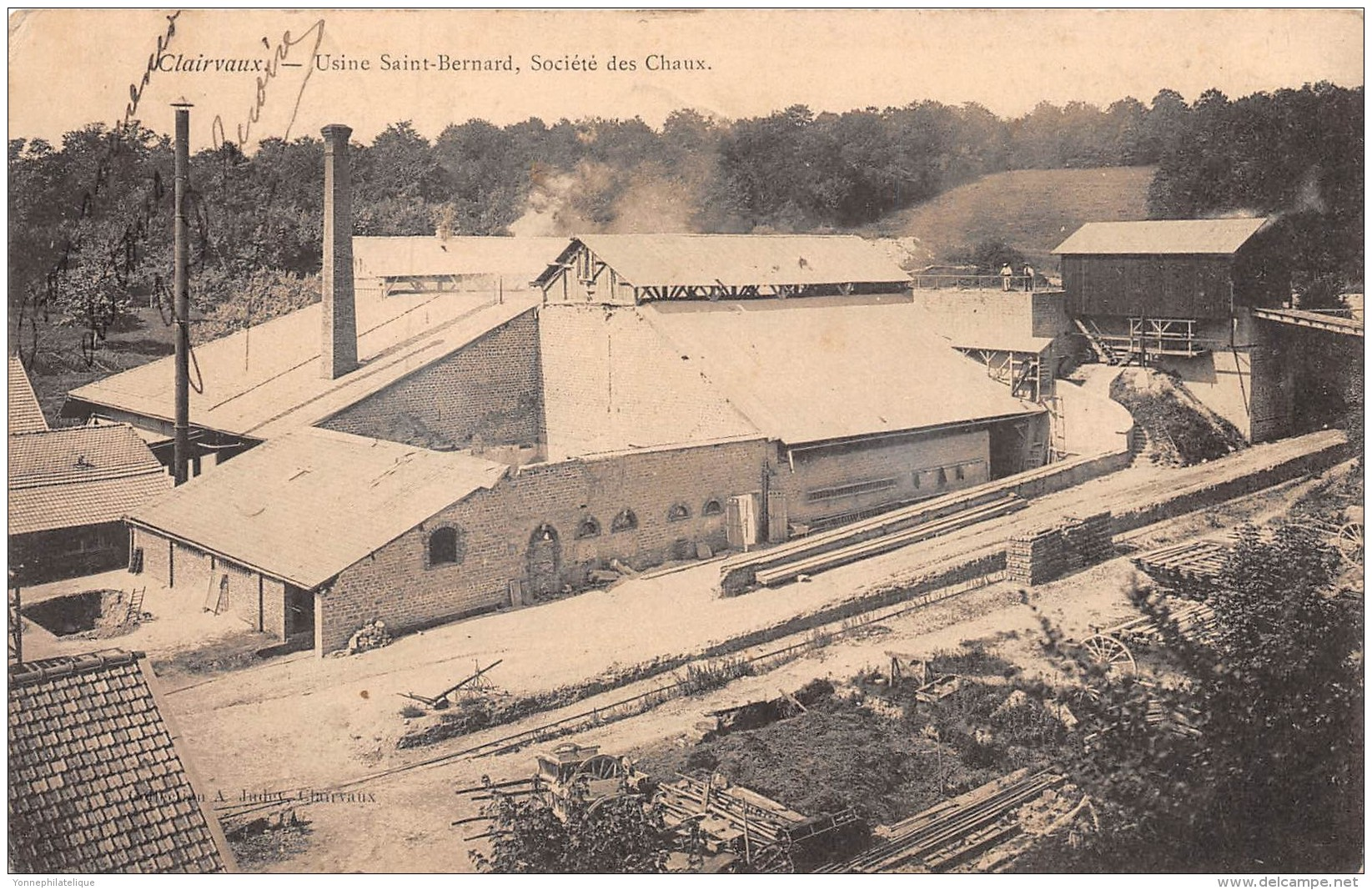
Usine Saint-Bernard, ein Kalkhersteller
- Usine de Chaux Convert et Maugras (später Société des Chaux Hydrauliques et Ciments de l'Aube)[6]

- Usines Poliet & Chausson, ein Kalkhersteller
- Usine Saint-Bernard, ein Kalkhersteller

## Lokomotiven

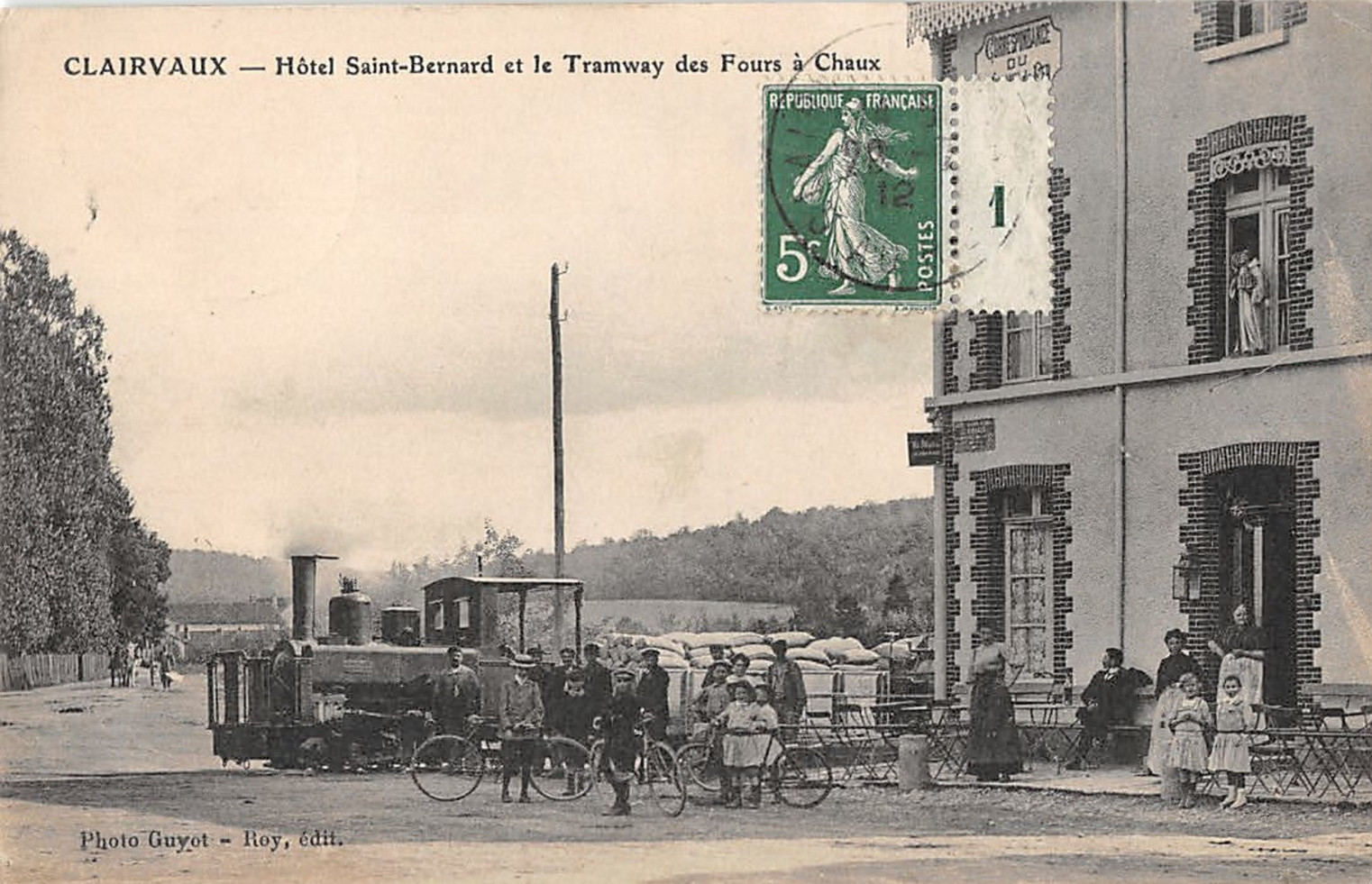
Corpet & Louvet Nr. 539 von 1891

Die Société des Chaux Hydrauliques et Ciments besaß mindestens zwei Dampflokomotiven für den Einsatz auf dieser Strecke:
- Corpet-Louvet  mit einer Brown-Steuerung, Nr. 539, ausgeliefert am 23. März 1891[7]
- O&K C 2nt Nr. 2849, ausgeliefert um 1911[7]